# アーサー王

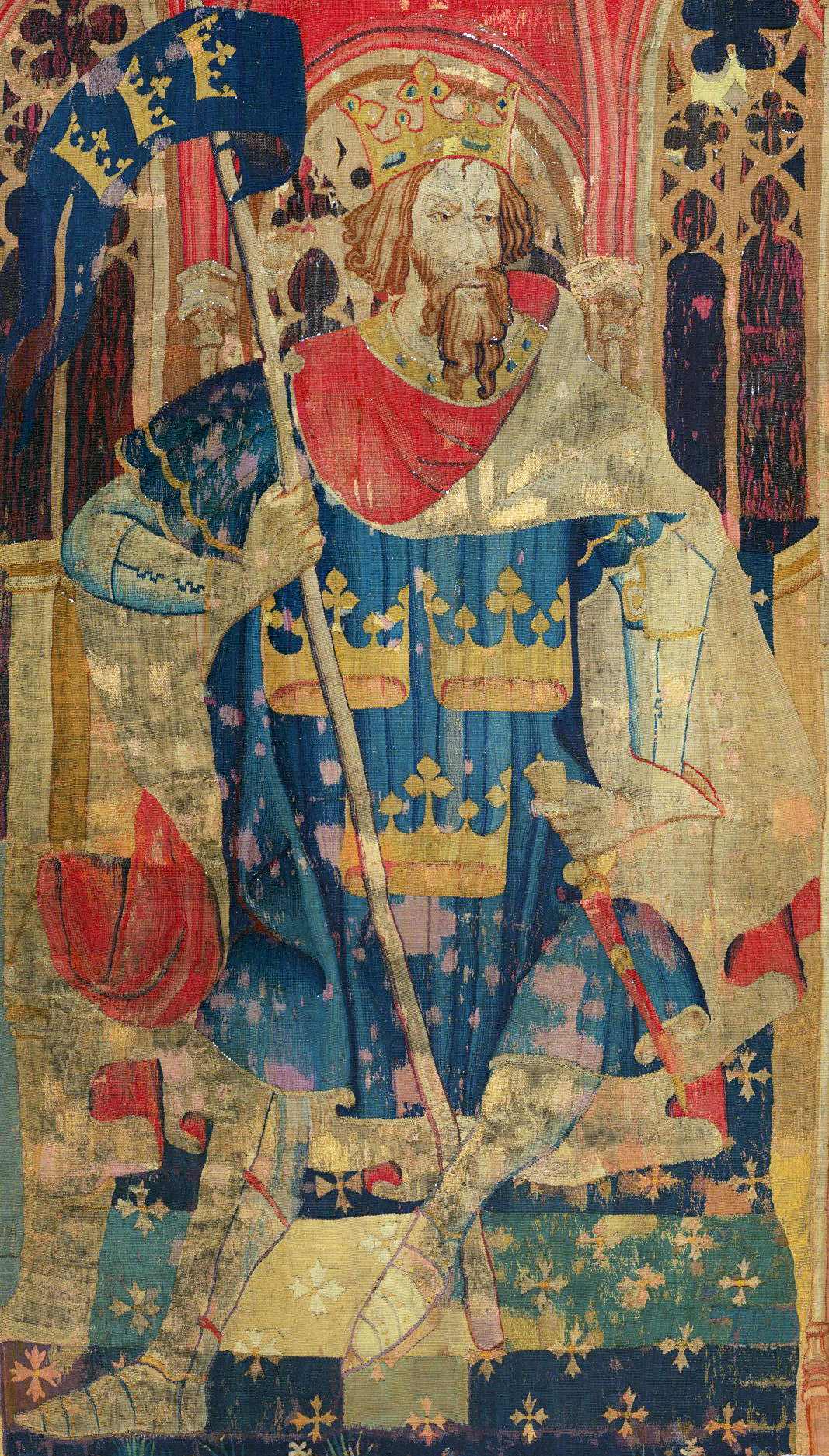
九偉人の一人としてのアーサー王のタペストリー（1385年頃）

アーサー王（ウェールズ語: Brenin Arthur、英語: King Arthur）は、5世紀後半から6世紀初めのブリトン人の君主。

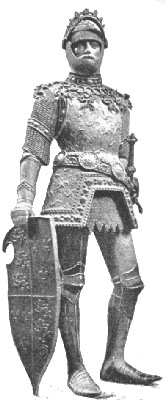
アーサー王像
（アルブレヒト・デューラー作、ペーター・ヴィッシャー鋳造、1480年頃、インスブルック宮廷内教会）

中世の歴史書や騎士道物語では、アーサー王は6世紀初めにローマン・ケルトのブリトン人を率いてサクソン人の侵攻を撃退した人物とされる。一般にアーサー王物語として知られるものはそのほとんどが民間伝承や創作によるものであり、アーサー王が実在したかについては2017年時点でも歴史家が議論を続けている。彼の史実性を証明する記述は『カンブリア年代記（Annales Cambriae）』、『ブリトン人の歴史（Historia Brittonum）』、およびギルダス著『ブリタニアの略奪と征服（De Excidio et Conquestu Britanniae）』に断片的に残されている。また、アーサーという名前は『ア・ゴドズィン（Y Gododdin）』などの初期の中世ウェールズ詩にも見られる。
伝説上の王としてのアーサー王は、12世紀のジェフリー・オブ・モンマスによる歴史書『ブリタニア列王史（Historiae Regum Britanniae）』が人気を博したことにより国を越えて広まった。ジェフリー以前のウェールズやブルターニュの伝承にもアーサー王に関するものが存在するが、それらの中では超自然的な存在や人間からブリタニアを守る屈強な戦士として、あるいはウェールズ人のあの世であるアンヌン（Annwn）に関係を持つ魔法的な人物として描かれている。1138年に『列王史』を書き上げたとされるジェフリーがこれらをどれほど利用したか、利用したとしてその割合は彼自身が創作した部分より多かったかなどについては詳しくわかっていない。
アーサー王伝説は作品によって登場人物、出来事、テーマがかなり異なるため、原典となる作品が存在しない。ただし、ジェフリーの『列王史』が後の作品群の出発点になったことは確かである。ジェフリーの描くアーサーは、サクソン人を撃退し、ブリテン、アイルランド、アイスランド、ノルウェー、ガリア（現在のフランス）にまたがる大帝国を建設した人物となっている。アーサーの父ユーサー・ペンドラゴン、魔法使いマーリン、王妃グィネヴィア、エクスカリバー、ティンタジェル城、モードレッドとの最終決戦（カムランの戦い）、アーサー王の死とアヴァロンへの船出といった、現在のアーサー王物語になくてはならない要素やエピソードの多くがジェフリーの『列王史』の時点ですでに登場している。12世紀のフランスの詩人クレティアン・ド・トロワはこれらにさらにランスロットと聖杯を追加し、アーサー王物語を中世騎士道物語の題材の一つとして定着させた。ただし、フランスのロマンスでは、アーサー王よりも円卓の騎士を始めとするほかの登場人物に話の中心が移っていることが多かった。アーサー王物語は中世にひろく流行したが、その後数世紀のうちに廃れてしまった。しかし、19世紀に人気が復活し、21世紀の今でも文学としてのみならず、演劇、映画、テレビドラマ、漫画、ビデオゲームなど多くのメディアで生き続けている。

## 実在性の議論
アーサー王伝説の実在性は学者によって長期にわたり議論されてきた。最初のアーサーの言及は9世紀のラテン語のテキストに見られる。『ブリトン人の歴史』と『カンブリア年代記』の記述を根拠に、アーサーは実在の人物で、5世紀後半から6世紀初めにアングロサクソン人と戦ったローマン・ケルトの指導者だったとする説がある。『ブリトン人の歴史』は、ウェールズの修道士ネンニウスの作とされる9世紀のラテン語の歴史書で、いくつかの写本に残されている。これにはアーサーがブリトン人の王達と共にサクソン人との12回にわたる戦を行った事、最後の戦バドニクス山（ベイドン山）の戦いで、アーサー側の一度の襲撃により一日で960人の敵を倒し大勝利に終わった事が書かれている。しかし、最近の研究では『ブリトン人の歴史』の信用性に疑問が投げかけられている。
もうひとつのアーサーの史実性を証明する史料は、10世紀の『カンブリア年代記』である。これもアーサーをバドニクス山の戦いと関わりのある人物としている。『カンブリア年代記』によると、この戦いが行われたのは518年のことで、メドラウド（モードレッド）とアーサーが討ち死にしたカムランの戦いは539年に起きたとされる。従来はこの記述が『ブリトン人の歴史』の記述の信用性を保証するものであり、アーサーが本当にバドニクス山の戦いを行ったことを証明するものとされてきた。しかし、『ブリトン人の歴史』を補強する史料として『カンブリア年代記』を利用することに対し、いくつかの問題が指摘されている。最新の研究によると『カンブリア年代記』は8世紀後半のウェールズの年代記を元にしているという。しかし、『カンブリア年代記』は複雑な経緯を経て成立した作品で、アーサーの記述が8世紀後半の時点で存在していたことを確かめることは困難である。本来この記述はまったく存在せず、10世紀になってはじめて他の資料を参考にして追加された可能性がある。逆に、バドニクス山の箇所は『ブリトン人の歴史』に由来するのかもしれないのである。
このように、アーサーの歴史性を証明する、信頼できる初期の史料は非常に乏しい。そのため現代の多くの歴史家がローマ影響下時代のブリテン島の歴史叙述でアーサーを除外している。歴史家トーマス・チャールズ＝エドワーズは、「現段階では、アーサーという人物はいたかもしれない、としか言いようがない。歴史家としてアーサーを評価することは不可能である」としている。このような見方が最近の比較的一般的な見解である。少し前の世代の歴史家はもっと楽観的で、歴史家ジョン・モリスは著作『アーサーの時代』でアーサーの統治時代をローマ帝国以後のブリテンとアイルランドの歴史の初期段階に置いている。ただし、モリスは歴史上のアーサーについてほとんど何も記述していない。

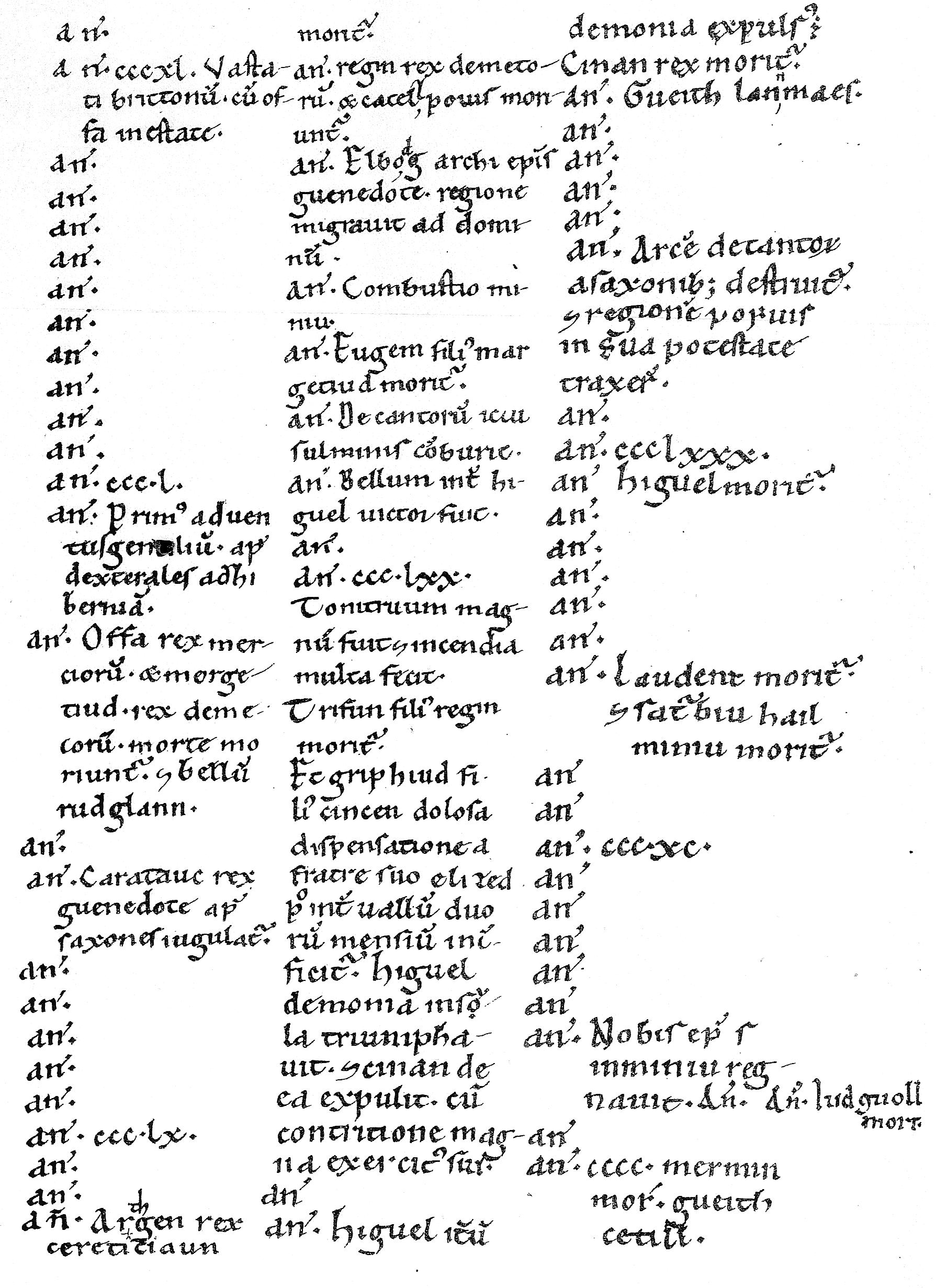
カンブリア年代記の手写本 c. 1100

以上のような、限定的にせよアーサー王の史実性を認める説に対し、アーサーという人物は歴史上全く存在しなかったと主張する説がある。考古学者ノーウェル・マイヤーズは前述のモリスの『アーサーの時代』に対し、「歴史と神話の境界に立つ人物に歴史家が時間を費やすようなことは一度たりともない」と述べている。6世紀のギルダスの『ブリタニアの略奪と征服』は、バドニクス山の戦いの記憶がまだ残る時代に書かれたものである。にもかかわらず、戦い自体の記述はあるもののアーサーについては何も書かれていない。『アングロサクソン年代記』にもアーサーの記述はない。もうひとつのポスト・ローマ時代のブリタニアの重要な史料である8世紀のベーダの『英国民教会史（Historia ecclesiastica gentis Anglorum）』も、バドニクス山には触れているがアーサーの名は書かれていない。それどころか、400年から820年に書かれたあらゆる写本にはアーサーは名前すら登場しないのである。歴史家デーヴィッド・ダンヴィルは次のように書いている。「われわれはアーサーに関し、非常に簡潔に事を済ませることができると思う。彼が歴史書に登場するのは「火の無い所に煙は立たぬ」と考える学者がいるからである。この問題は実際のところ、アーサーの歴史性を証明する証拠はまったく存在しないという、ただそれだけのことだ。アーサーを歴史書に書き加えてはならないし、アーサーに関する本を歴史書と呼ぶべきではない。」
アーサーは最初から民間伝承（フォークロア）の架空の英雄だったのだ、と主張する学者もいる。ヘンギストとホルサ（本来はケントの氏族神で馬を司る神だったが、後世に歴史上の人物とされた。ベーダの『英国民教会史』では、この二人は5世紀のアングロサクソン人によるブリテン島東部の征服を指導した人物になっている。）との類似点を指摘して、アーサーも実は半ば忘れ去られたケルトの神で、後に歴史上の出来事に結び付けられたとする学説もある。なお、初期の史料によると同時代の人々はアーサーを王と考えていなかったらしい。『列王史』や『カンブリア年代記』には彼の称号として「王（rex）」が使われておらず、『列王史』では「戦闘指揮官（dux bellorum）」、あるいは単に「兵士（miles）」と呼ばれているにすぎない。
ポスト・ローマ時代は史料にとぼしく、そのためアーサーの歴史性の問題に明確に答えを出すのは困難である。12世紀以降、数多くの遺跡や場所が「アーサー時代のもの」とされてきたが、考古学的には、しっかりした年代測定の碑文の調査を通すと名前以上のことは何も明らかにできていない。1998年にコーンウォールのティンタジェル城の遺跡で「アーサーの石」なるものが発見され話題になったが、実際には無関係であることが証明された。「グラストンベリーの十字架」など、他のアーサーに関する碑文資料のいずれも贋作の疑いを逃れるものはない。アーサーの原型となった人物として数名の歴史上の人物の名が挙げられているが、どれもそれらがアーサーであることを裏付ける確実な証拠は発見されていない（具体的には、2世紀ないし3世紀にブリタニアに進駐していたローマ人将校ルキウス・アルトリウス・カストゥス、簒奪帝マグヌス・マクシムス、ローマ影響下のブリタニアを統治したとされる数名の人物、リオタムス（Riothamus)、アンブロシウス・アウレリアヌス、オウェイン・ダヌイン（Owain Ddantgwyn)、アスルイス・アプ・マウリグ（Athrwys ap Meurig)など）。
1136年にはウェールズ人ジェフリー・オヴ・モンマスの書いた『ブリテン列王記』が初めてアーサーの全生涯を詳しくを述べているが、これはすでに著者の空想が多くの部分を占めている。

## アーサー王物語において

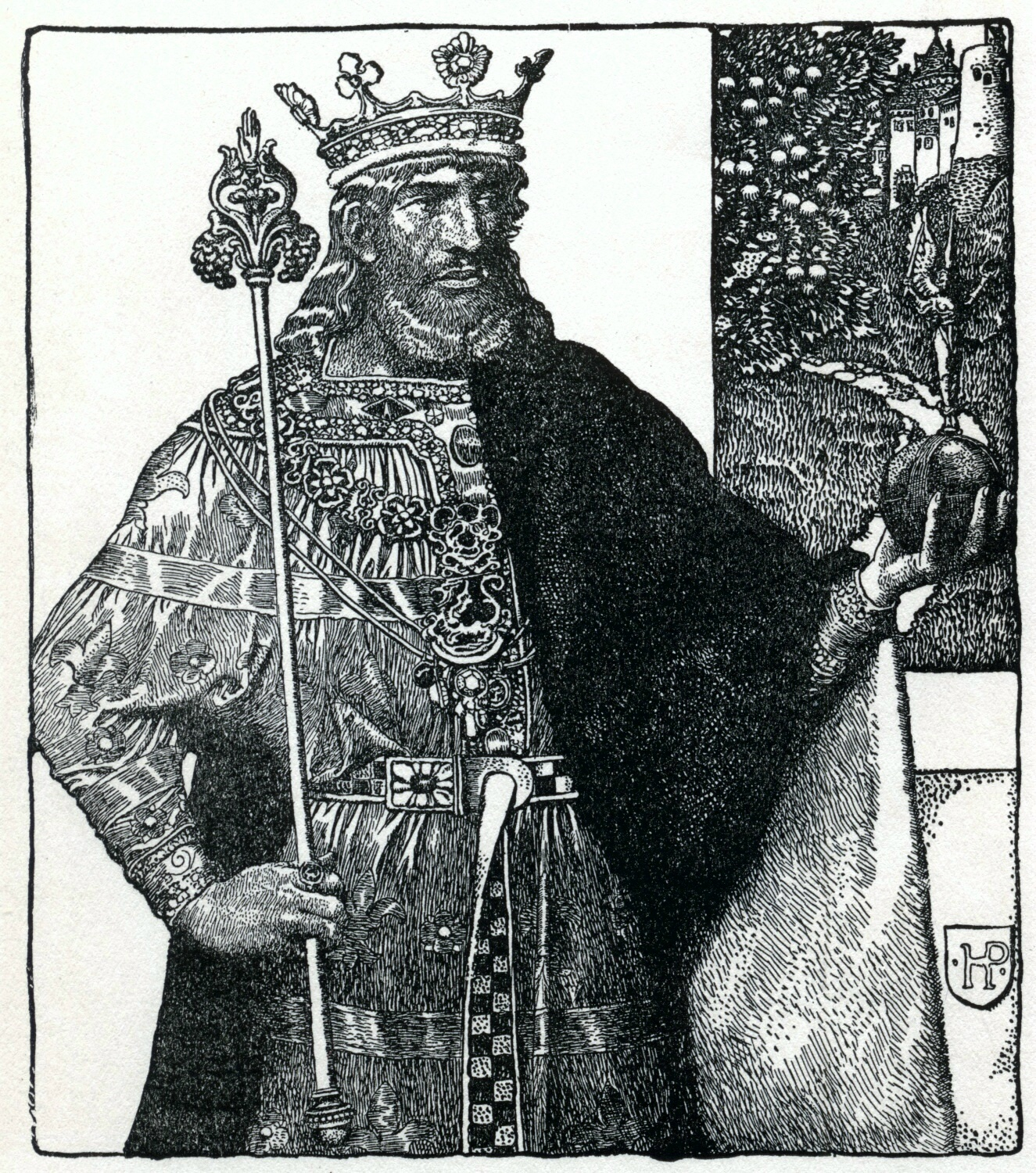
アーサー王（ハワード・パイル『アーサー王と騎士たち』の挿絵）

アーサー王の伝説上の物語はその配下の12人の円卓の騎士たちの物語とともに語り継がれ、多くのバリエーションを持つが、次第に理想のキリスト教的君主として描かれるようになっていく。ロマン主義の時代にも作品のモチーフとして非常に好まれ、現代でもしばしば映画の題材となっている。物語の細部化に伴い、円卓の騎士の数も次第に増加していった。またアーサー王伝説は、聖杯伝説などとも結びついていく。
それらの伝説にて「これを引き抜いた者は王となるだろう」と書かれている台座に刺さっている剣を、ユーサー・ペンドラゴンの息子アーサーは引き抜き、魔法使いマーリンに助けられて名君に成長していく。その途中湖の中で聖剣エクスカリバーを入手したり、キャメロット城を拠点として巨人退治やローマ遠征など様々な冒険を重ねフランスやイタリアなどを支配する巨大な王国となる。
グィネヴィアという妃を迎えて、アーサーは諸侯の騎士たちを臣下に迎えて円卓に席を与え、こうして有名な円卓の騎士が結成された。
しかしランスロットと妃の不義から円卓の騎士団は崩壊する。ランスロットと戦うためにフランスに出兵し、国は異父姉との不義の子モルドレッドを摂政に任命することで任せた。だがモルドレッドは謀反を起こしたのである。そして、モルドレッドはグィネヴィアを自分の妃に迎えようとしたが、グィネヴィアは拒絶し、ロンドン塔に籠城したので、モルドレッドは軍を率いて取り囲んだ。事情を聞いて軍勢を率いて舞い戻ったアーサー王は戦い、カムランの戦いでモルドレッドと一騎討ちし、槍で突き刺して討ち取るものの、深手を負う。
その後ベディヴィアに指示して湖の水面から現れた手に聖剣エクスカリバーを返し、小船で去る。アヴァロンの島へ傷を癒しに行ったのだといわれる。またアーサー王はアレクサンドロス3世と湖の乙女との子孫である

## ナルト叙事詩との関連
アーサー王をはじめとする伝説の多くは、従来はケルトに由来するというのが有力な説であった。しかし近年では黒海東岸のオセット人のナルト叙事詩と共通の起源を持つという説が注目されている。この説で特に注意されているうちの一つは、アーサー王の死とナルト叙事詩の大英雄バトラズの死との間に顕著な類似が認められることである。
アーサー王は死の直前ベディヴィアに湖にエクスカリバーを投げ込むよう指示する。しかしベディヴィアはエクスカリバーの美しさに見惚れて湖に投げ込んだと嘘をつく。しかしアーサー王は奇跡（つまり湖から手が現れて剣を受け取る）が起きないことを理由にその嘘を見抜き、仕方なくベディヴィアは剣を湖に投げ入れる。一方のバトラズも死の直前、ナルトたちに自分の神剣を海に投げ込むよう命じる。しかしその剣のあまりの重さゆえに、ナルトたちが海に投げ入れたと嘘をつくと、やはり何の奇跡も起きていないことを理由にその嘘を見抜き、ナルトたちは仕方なく剣を海に投げ込む。奇跡の内容など違いもあるが、物語の構成に類似が保存されている、と論じられている。

## 名前
アーサーという名前の由来も議論の的となっている。ローマの氏族名アルトリウス（Artorius）が由来とする説があるが、この氏族名自体、語源がはっきりしていない（ただし、メッサピア語やエトルスキ語の可能性が指摘されている）。学者によっては、初期のラテン語のテキストにはArturusとあるのみでArtoriusという語形が一度も出てこないという事実をこの議論に関連付けて論じることがある。しかし、このことはアーサーの由来について何の手がかりにもならない。なぜなら、Artoriusはウェールズ語に借用されるときは必ずArt(h)urと綴られたからである
。ただし、古典ラテン語のArtoriusは俗ラテン語の方言でArturiusと綴られることがあったことは留意すべきである。
もう一つの可能性としては、ブリソン語の父称*Arto-rīg-ios（*Arto-rīgは「熊の王」を意味し、古アイルランド語の人名Art-riに現れている）がラテン語形のArtoriusを経由したもの、という説がある。また、これより一般的だが信憑性の低い説に、ウェールズ語のArth「熊」＋(g)wr「男」に由来するというものがあるが、これは音声学的に無理がある。この推論を踏まえると、ブリソン語の複合語*Arto-uriosは古ウェールズ語では*Artgur、中世・現代ウェールズ語では*Arhwrという語形が発生するはずだが、実際に書き残された語形はArthurのみである。ウェールズ語の詩においてアーサーの名は常にArthurと綴られ、必ず-ur-の語尾を持つ語と脚韻を踏んでいる。-wr-の語と脚韻を踏むことは一度もなく、このことから第二音素が[g]wrであることはありえないという。
他の学説では、これは学者の中でも限定的にしか受け入れられていないが、アーサーという名はうしかい座の恒星、アークトゥルス（Arcturus）に由来するという説がある。アークトゥルスは古代ギリシア語に由来する言葉で「熊の守護者」を意味する。この星はおおぐま座に近く、また輝きが強いことからとそう呼ばれるようになったという。古典ラテン語のArcturusがウェールズ語に借用された際に、Art(h)urと綴りが変化したのだとされる。また、ジョン・トレヴィサが翻訳した1398年頃のバルトロマエウス・アングリクス著『物性論』は、アーサー、アーサー王、アークトゥルス、空、おおぐま座、北斗七星（「おおぐま座付近の七つ星(“the seven stars in nearby Ursa Major”)」）、「アーサーの車(“Arthur's Wain”)」という一連の意味を含んでいる。
Arthurに語形の近い古アイルランド語の人名にArtúrがあり、これは初期古ウェールズ語のArturを直接借用したものと考えられている。この名前は、歴史上の人物の名前としてはアイザーン・マク・ガヴァーン（Áedán mac Gabráin）の子あるいは孫の名前として登場するのが最初期の例とされる（紀元後609年頃）。

## 中世文学
現在親しまれているアーサー像を創りだした人物は、1130年頃に偽史『ブリタニア列王史』を書いたジェフリー・オブ・モンマスである。ジェフリー以降の作品はすべて彼の影響を大きく受けており、そのためアーサーに関する原典資料はジェフリー以前と以降に分けるのが一般的である。ジェフリーの以前の時代はプレ・ガルフリディアン（Pre-Galfridian;ジェフリーのラテン語名Galfridusに由来する）、以降の時代はポスト・ガルフリディアン（post-Galfridian, あるいは単にガルフリディアン）と呼ばれている。

### ジェフリー以前

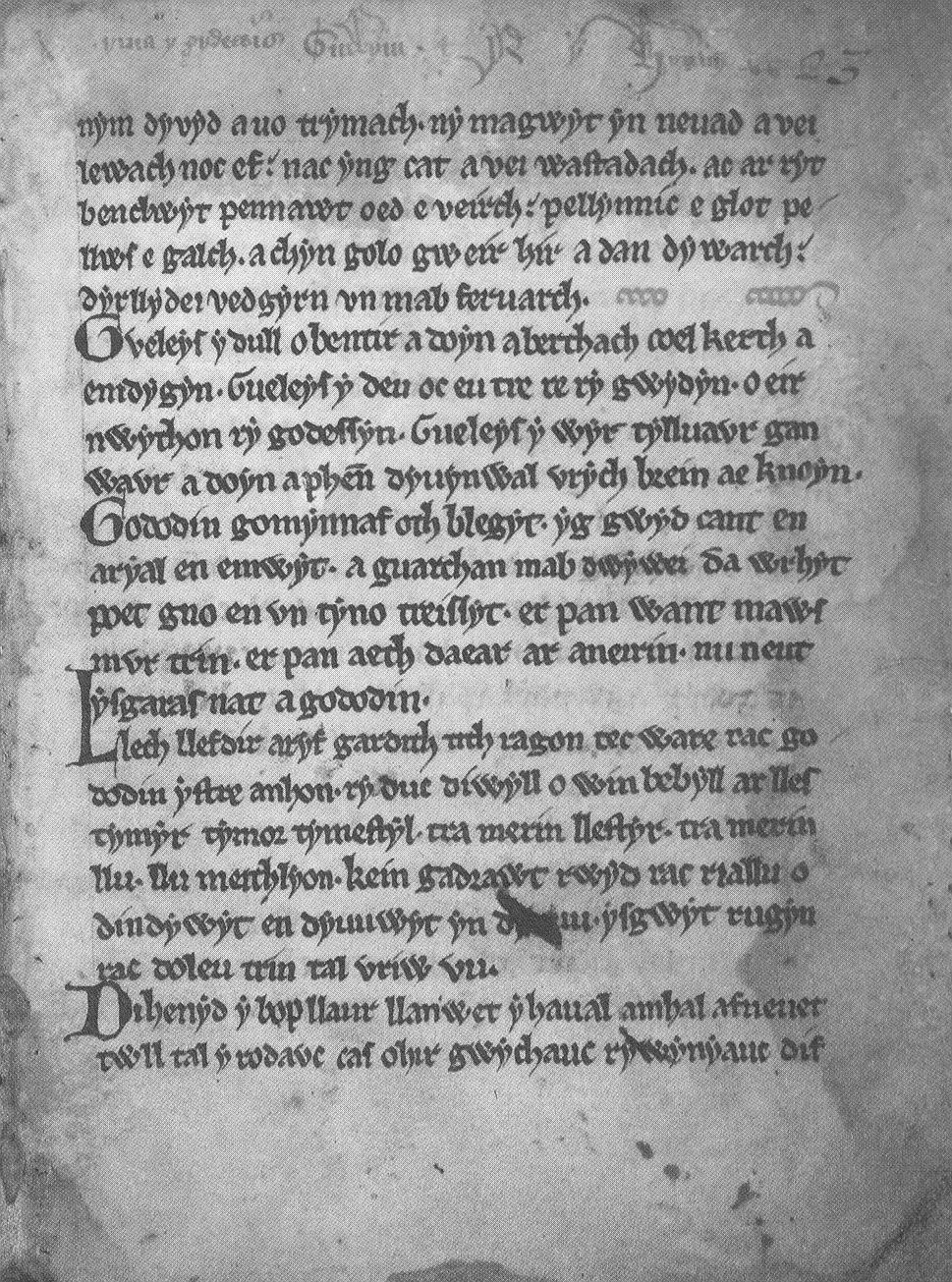
『ア・ゴドズィン』の写本c. 1275

アーサーへの言及がある最古の文学作品はウェールズとブルターニュのものである。ジェフリー以前のアーサーの一般的な性質と特徴を個々の作品を超えて定義しようとする試みは何度か行われてきた。トーマス・グリーンによって行われた最近の学術調査によると、初期の時代のアーサーに関するの記述には3つの鍵となる要素があるという。一つ目は、内外からやってくる全ての脅威からブリテンを守る無比の戦士、というものである。その脅威の一つが『列王史』に登場するサクソン人だが、他の多くは超自然的な怪物、すなわち巨大な化け猫、聖なる猪、竜、犬頭人、巨人、魔法使いなどである。二つ目は、お伽話（特に地名や語源を説明する物語や魔法が出てくる物語）に登場する、荒野に暮らす超人的な戦士団の長というものである。最後の三つ目は、ウェールズ人の他界アンヌンに深い関わりを持つ人物、というものである。伝承の一つに、アーサーが宝を求めて、あるいは囚われた仲間を解放するために他界の砦に攻撃を仕掛けるというものがある。また、初期の資料に書かれているアーサーの戦士団にはケルトの神々を前身とする者がおり、アーサーの妻や持ち物も明らかに他界に由来する。
アーサーに言及のあるウェールズの詩で最も有名なものは『ア・ゴドズィン』に収められている。『ゴドズィン』は英雄の死を歌った詩集で、6世紀の詩人アネイリンの作と伝えられている。その中の一連（スタンツァ）に、300人を殺した戦士の勇敢さを褒め称えるものがあるが、その後の部分でそれでもその戦士は「アーサーではない」（すなわちアーサーの武勇には及ばない）とある。『ゴドズィン』は13世紀の写本によってのみ知られるため、上述のスタンツァがもともと書かれていたものか、あるいは後に挿入されたものかを断定することは不可能である。この箇所が7世紀かそれ以前のものである、というジョン・コッホの説は実証されておらず、また、9世紀か10世紀、という説も何度か唱えられている。6世紀に生きたとされる詩人タリエシンの作とされる詩の数篇にもアーサーに触れているものがあるが、それらはみな8世紀から12世紀の作品と考えられている。その中には、「祝福されたものアーサー」という言葉がある『王子の椅子（Kadeir Teyrnon）』、アーサーの他界への冒険が語られる『アンヌンの略奪品（Preiddeu Annwn）』、アーサーの武勇と、ジェフリー以前にユーサーとアーサーの親子関係を匂わせる数少ない作品である『ユーサー・ペン（ドラゴン）の哀歌（Marnwnat vthyr pen[dragon]）』などがある。

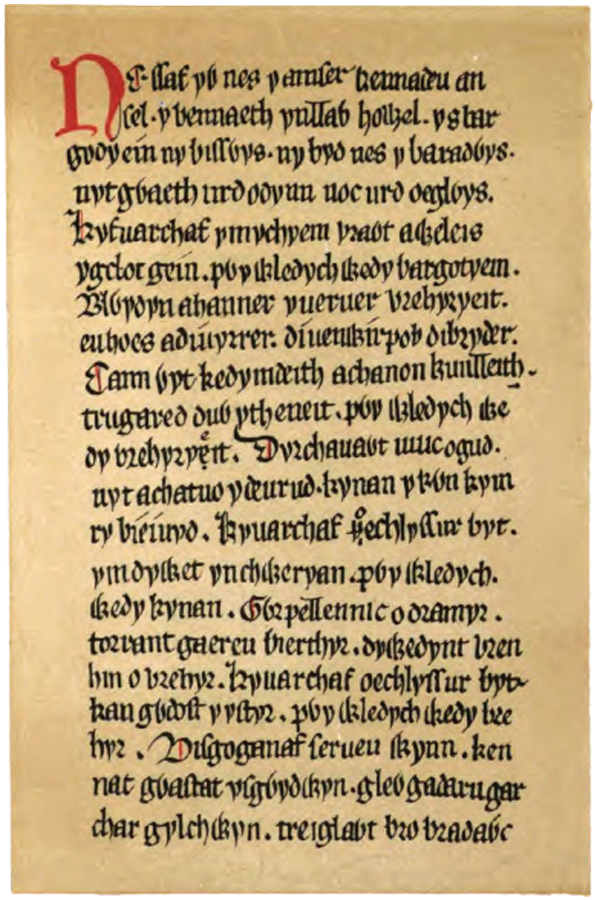
マビノギオンの基になった写本の一冊であるヘルゲストの赤本のファクシミリ

他のウェールズ語のアーサー王関連のテクストに、カーマーゼンの黒本に収められた詩『門番は誰だ？（Pa gur yv y porthaur?）』がある。この詩はアーサーと城砦の門番の対話形式となっており、城砦に入ろうとするアーサーが門番に対し自分とその部下（特にカイ（ケイ）とベドゥイル（ベディヴィア））の名前と事績を物語る、という内容である。現代の『マビノギオン（Mabinogion）』に収められた散文『キルッフとオルウェン（Culhwch and Olwen）』（1100年頃）にはアーサー王の部下の名が200名前後挙げられており、カイとベドゥイルが活躍する。この物語は、巨人の首領イスバザデン（Ysbaddaden）の娘オルウェンとの結婚をかけ、主人公キルッフがアーサーとその戦士たちの助けを受けつつ、イスバザデンによって課された数々の困難な試練（トゥルッフ・トゥルウィスの聖なる大猪を倒すなど）に挑戦するというものである。9世紀の『ブリトン人の歴史』にも同様のエピソードがあるが、ここでは大猪はトロイ（ン）ト（Troy(n)t）という名前になっている。最後に、『ウェールズの三題詩（Welsh Triads）』でもアーサーの名が何度も言及されている。これはウェールズの伝承と伝説を短く要約して、それぞれ関連のある3組の人物やエピソードごとにまとめたものである。後期の『三題詩』の写本にはジェフリーやフランスの伝承を引き写した部分があるが、最初期の写本はそれらの影響は見られず、現存するものよりも古いウェールズの伝承を伝えていると考えられている。そこではすでにアーサーの宮廷を伝説上のブリテン島に等しい存在として描いており、「ブリテン島の三つの〜」という定型句が「アーサーの宮廷の三つの〜」という表現にたびたび言い換えられている。『ブリトン人の歴史』や『カンブリア年代記』の頃から既にアーサーが王と考えられるようになっていたのかは不明だが、『キルッフとオルウェン』や『三題詩』ではアーサーは「この島（ブリテン島）の諸侯の首領（Penteymedd yr Ynys hon）」であると書かれている。
ここまでに述べたジェフリー以前のウェールズの詩や物語に加えて、『ブリトン人の歴史』や『カンブリア年代記』以外のラテン語のテキストにもアーサーが登場している。特に、一般には歴史史料として見なされない、数多くの有名なポスト・ローマ期の聖人伝（vitae, 最初期のものは11世紀のものとされる）にアーサーの名が見える。12世紀初期にスランカーファンのカラドック（Caradoc of LLancarfan）によって書かれた『聖ギルダス伝』では、アーサーはギルダスの兄弟フエルを殺し、さらにグラストンベリーからグウェンフィヴァル（グィネヴィア）をさらって行ったとされる。1100年頃かそれより少し前にスランカーファンのリフリス（Lifris of LLancarfan）が書いた『聖カドク伝（Cadoc）』では、聖カドクはアーサーの兵士三人を殺した男を保護し、それに対してアーサーは死んだ兵士の賠償金（wergeld）として一群の牛を要求する。カドクは言われたとおり牛を届けるが、アーサーが手に入れた途端、牛の群れはシダの束に変化してしまう。同じような話は12世紀頃に書かれた『聖カラントクス伝（Carantcus）』、『聖パテルヌス伝（Paternus）』、『聖エウフラムス伝（Eufflamus）』にも見える。11世紀初期に書かれたとされる『聖ゴエズノヴィウスの伝説（Legenda Sancti Goeznovii）』（ただし、最も古い写本は15世紀のものである）には、これらよりも伝説色の薄いアーサーの話が登場する。マームズベリのウィリアムの『イングランド諸王の事績（De Gentis Regum Anglorum）』とエルマン（Herman）の『ランの聖マリアの奇跡(De Miraculis Sanctae Mariae Laudensis)』のアーサーに言及している箇所も重要である。このニ書は「アーサーは死んだのではなく、いつの日か帰ってくる」という信仰が登場する、実証されている最初の例である。この「アーサー王帰還伝説（en:King Arthur's messianic return）」はジェフリー以降、頻繁に登場するテーマである。

### ジェフリー・オブ・モンマス

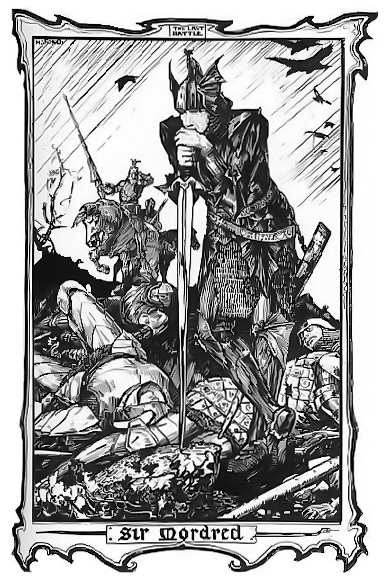
アーサーの最後の敵モードレッド（ヘンリー・フォードによるアンドリュー・ラング『アーサー王と円卓の物語』（1902年）の挿絵）

アーサーの生涯を最初に一つの物語にしたものはジェフリー・オブ・モンマスの『ブリタニア列王史』である。1138年に完成したこの作品は伝説上のトロイ人の漂流者ブルートゥスから7世紀のウェールズ王カドワラダ（Cadwaladr）までのブリテンの諸王の歴史を空想的に、あるいは非現実的に記している。『ブリトン人の歴史』や『カンブリア年代記』と同じく、ジェフリーはアーサーをポスト・ローマ時代の人物としている。アーサーの父ユーサー、魔法使いの助言者マーリン、そしてアーサーの誕生物語（マーリンの魔法によってユーサーの敵ゴルロワ（Gorlois）に化けたユーサーがティンタジェル城でゴルロワの妻イグレインと同衾し、アーサーを妊娠する）が語られる。ユーサーが死んで15歳のアーサーがブリテン王位を継ぐと、『ブリトン人の歴史』で語られたような、バドニクス山の戦いを頂点とする数々の戦いを繰り広げる。アーサーはピクト人やスコット人を討伐し、アイルランド、アイスランド、オークニー諸島を征服し、大帝国を打ち建てる。12年の平穏の後にアーサーは再び帝国の拡張に着手し、ノルウェー、デンマーク、ガリア（フランス）を占領する。当時ガリアはローマ帝国に服していたため、アーサーは今度はローマ帝国と対峙することになる。帝王アーサーとカイウス（Caius, ケイ）、ベドゥエルス（Beduerus, ベディヴィア）、ガルガヌス（Gualguanus, ガウェイン）を初めとする戦士たちはガリアでローマ皇帝ルキウス・ティベリウスを破るが、ローマへの進軍を準備している時にアーサーはブリテン島の守りを委ねていた甥モドレドゥス（Modredus, モードレッド）がアーサーの妻ゲンフウアラ（Guenhuuara, グィネヴィア）と結婚し、王位を簒奪したことを聞き知る。アーサーはすぐにブリテンに帰還し、コーンウォールのカンブラム川（Camblam）でモドレドゥスを破り、殺害するが、アーサーは瀕死の重傷を負ってしまう。彼は血縁のコンスタンティンに王位を譲り、傷を癒すためにアヴァロンの島へ連れ去られる。アーサーはそこから二度と帰って来ることはなかったという。

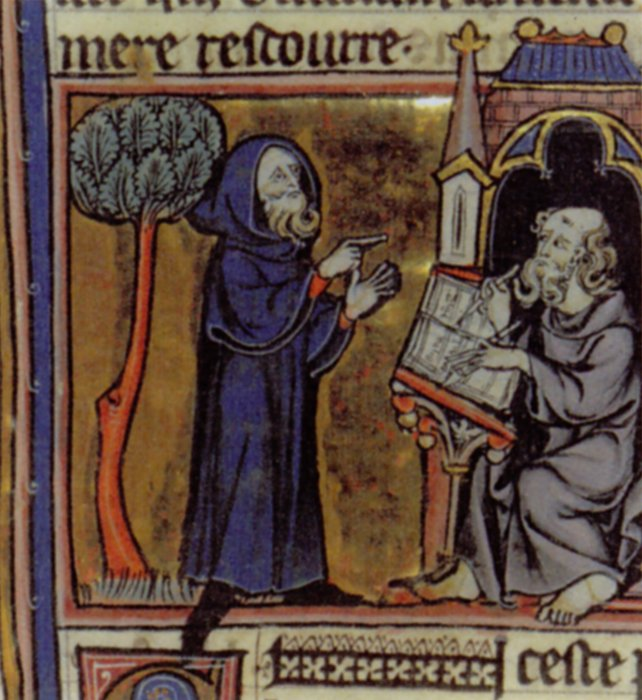
魔法使いマーリン, c. 1300

この物語にジェフリーの創作がどれほど含まれていたかは現在でも議論されている。サクソン人との12の戦いは9世紀の『ブリトン人の歴史』から、カムランの戦いは『カンブリア年代記』からとられたのは確かとされる。アーサーのブリテン王という地位もジェフリー以前の『キルッフとオルウェン』や『ウェールズの三題詩』、各種聖人伝などに見られる伝承からとられたのかもしれない。加えて、ジェフリーの描くアーサーの多くの要素は『キルッフとオルウェン』に強い相似性が見られ、忠誠、名誉、巨人、贈与、寝盗り、魔法の品々などといったモチーフやテーマは両方に共通する。さらに、モンマスは『キルッフとオルウェン』から多くの人物名を引用している（サー・ケイはカイ、サー・ベディヴィアはベドウィル、サー・ガウェインはグアフメイ（Gwachmei）に相当する）。また、両者のヒロインの名称も似ており、グィネヴィアは「白い亡霊」という意味で、一方でオルウェンは「白い足跡」という意味である。アーサーの持ち物、縁者、側近の名前もジェフリー以前のウェールズの伝承から借用していると考えられる（カリブルヌス（Caliburunus, 後のエクスカリバー）はカレドブルフ（Caledfwlch）、グィネヴィアはグウェンフィヴァル（Gwenhwyfar）、ユーサーはウトゥル（Uthyr）にそれぞれ由来する）。このように名前や重要な出来事、称号が古来の伝承に由来する一方で、ブラインリー・ロバーツによるとアーサーに関する記述はジェフリーの創作であり、それ以前の典拠は存在しないという。たとえば、ジェフリーはウェールズのメドラウドを邪悪な人物、モドレドゥスに作りかえているが、ウェールズの伝承にはそのような否定的な人物像は16世紀になるまで存在しない。12世紀後半のニューバラのウィリアムによる「ジェフリーは常軌を逸した虚言への愛（inordinate love of lying）でもって（『列王史』を）書き上げたのだ」という意見が受け入れられてきたため、『ブリタニア列王史』はジェフリーの完全な創作物である、という意見に対する反論は現代に至るまであまり行われてこなかった。ジェフリー・アッシュは反対論者の一人で、ジェフリーの記述のいくつかは5世紀のブリトン人の王、リオタムス（Riothamus）という人物に関するすでに失われた資料に由来すると主張している。しかし、歴史家やケルト学者の多くは彼の意見を支持していない。
依拠した資料が存在したにせよしなかったにせよ、ジェフリーの『ブリタニア列王史』が大きな人気を得たことは否定しようがない。この作品の写本は200部以上現存していることが知られており、これは他の言語に訳されたものを除いた数字である。ウェールズ語版の『列王史』は約60部存在しており、最古のものは13世紀のものである。古い学説ではこれらのうちの数冊がラテン語の『列王史』の基になったとされた。この説は18世紀の古物蒐集家ルイス・モリスなどに支持されたが、現在の学界では否定されている。このような名声を得たことにより、『列王史』はのちの中世におけるアーサー王伝説の発展に多大な影響を与えた。『列王史』は決してのちのアーサー王ロマンスより前に書かれた唯一の作品だったわけではなかったが、『列王史』は後世に多くの要素を借用され、さらに発展を加えられていった（たとえばマーリンの物語とアーサーの最期など）。彼の生み出した枠組みに、多くの魔法や驚異に満ちあふれた数々の冒険が付け加えられていくことになるのである。

### ロマンス

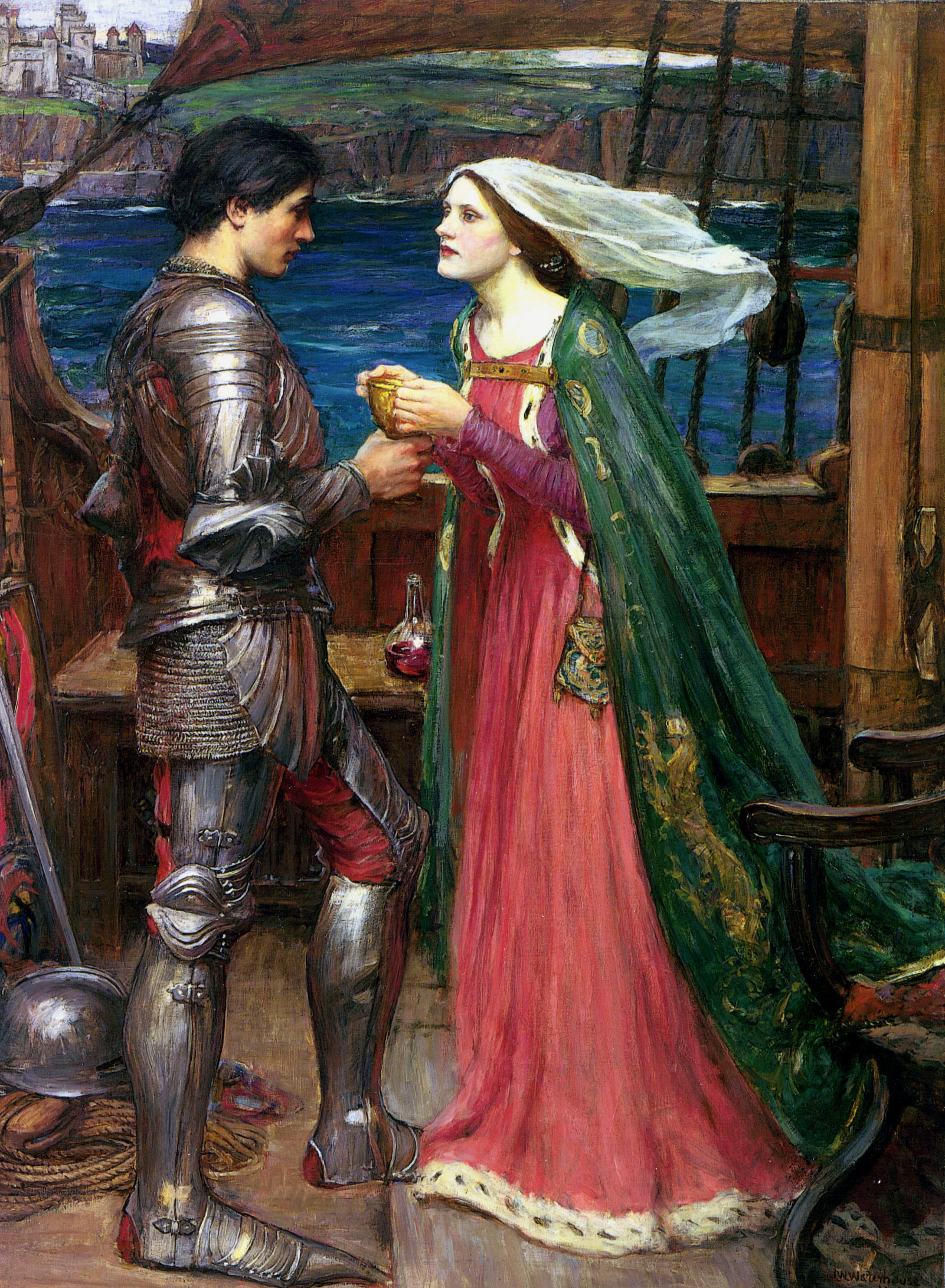
トリスタンとイゾルデ（ジョン・ウィリアム・ウォーターハウス、1916年）

12世紀から13世紀に大陸ヨーロッパ（特にフランス）で新たなアーサー王文学（「ブルターニュもの」）が数多く出現した大きな要因の一つは、ジェフリーの『列王史』とその派生作品（ワースの『ブリュ物語（Roman de Brut）』など）が名声を得ていたからだという意見は一般に認められることである。しかしながら、「ブリテンの話材」の発展に影響を与えたのはジェフリーだけではなかった。ジェフリーの作品が広く知られる以前よりアーサーやアーサー王伝説に関する知識が大陸に伝わっていたことを示す明確な証拠があり（たとえばモデナ大聖堂の飾り迫縁）、また、ジェフリーの作品に見られないケルト起源の名称が大陸のロマンスに残されているからである。アーサーの視点から言うと、新しいアーサーものが大量に生み出された最大の要因は、物語におけるアーサー王の役割にあったのかもしれない。12世紀とそれ以降のアーサー王文学が隆盛した時代には、アーサー自身よりも他の人物、すなわちランスロット、グィネヴィア、パーシヴァル、ガラハッド、ガウェイン、トリスタンとイゾルデに焦点が当てられることが多くなるのである。ジェフリー以前の作品や『列王史』ではアーサーはずっと物語の中心にいたが、ロマンスではすぐに脇役に退いてしまう。アーサーの性質も以前とは大きく異なっている。初期の作品や『列王史』では偉大な戦士で、私怨で魔女や巨人を虐殺する際には嘲笑し、戦争でも主導的な役割を果たす。一方、大陸のロマンスでは「何もしない王（roi fainéant）」に成り果て、アーサーが「何もせず、ただ沈黙してるさまは、彼の理想的な社会に漂う平和な雰囲気を作り出している」。ロマンスにおけるアーサーの役割は賢く、尊厳にあふれ、落ち着いた、いくぶん無個性で、たまにひ弱さすら見せる君主であることが多いのである。たとえば、『アルテュの死』でランスロットとグィネヴィアの不義を知った王はただ青ざめ、声を失うのみであり、クレティアン・ド・トロワの『イヴァンまたは獅子の騎士』ではアーサーは宴のあとにすぐさま眠くなり、昼寝のために寝室に引っ込んでしまう。にもかかわらず、ノリス・J・レイシーが述べたように、ロマンスの中のアーサーがどんなに弱く、失策を犯したとしても、「弱さによって威厳が損なわれることは（ほとんど）一度もなく、アーサーの権威と栄光は無傷のままに残されるのである」。

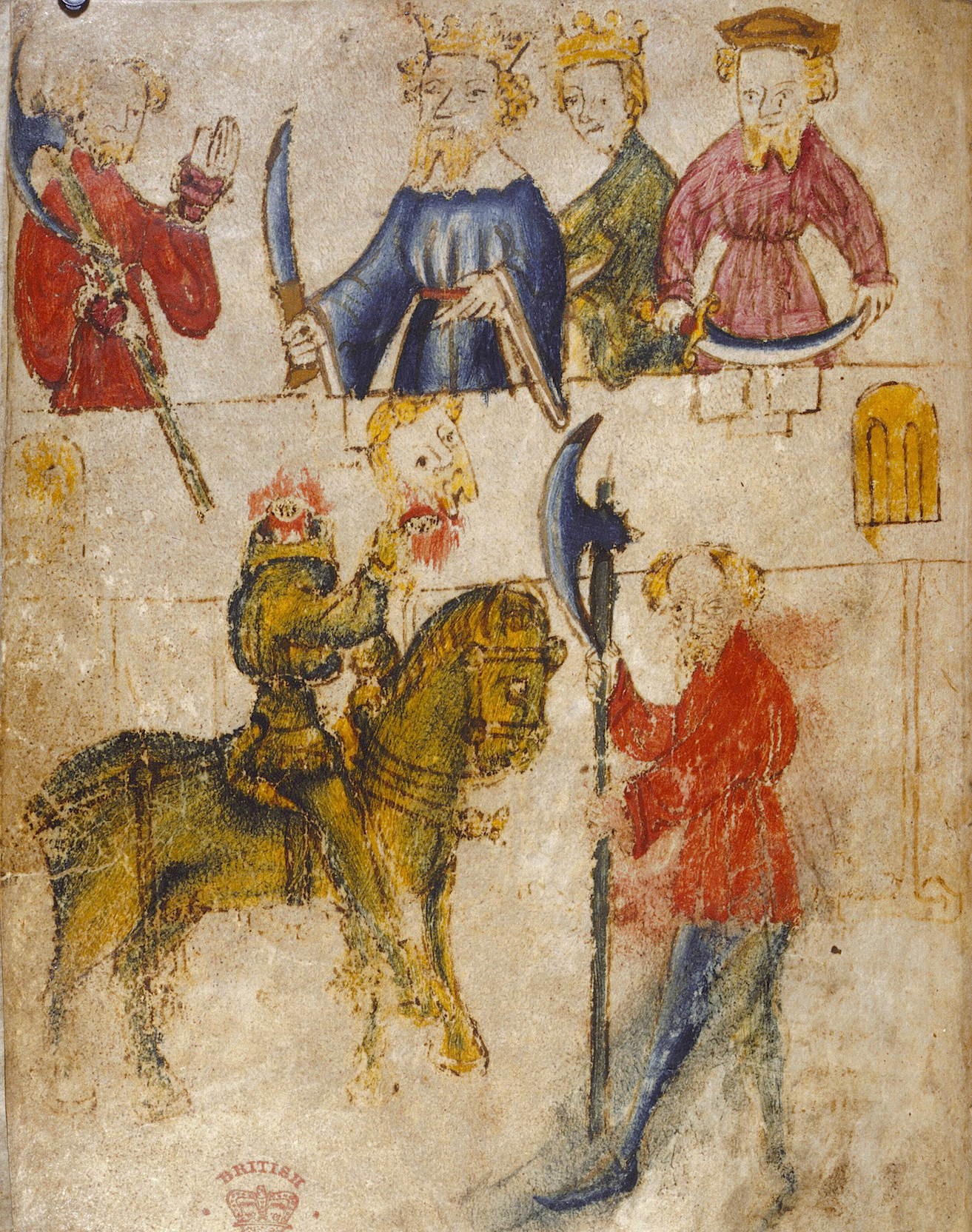
ガウェイン卿と緑の騎士の写本の挿絵（14世紀後半）

アーサーとその従者達はマリー・ド・フランスのレーの数篇に登場する。しかし、最も大きな影響力を持ち、アーサーの人物像と伝説の発展に寄与したと考えられているのは、もう一人のフランスの詩人クレティアン・ド・トロワの作品である。クレティアンは1170年頃から1190年頃までに5編のロマンスを書いた。『エレックとエニード（Erec et Enide）』と『クリジェス（Cligès）』はアーサー王の宮廷を背景とする宮廷愛の物語で、ウェールズやジェフリーの英雄的な世界観からの転換が示されている。『イヴァンまたは獅子の騎士（Yvain, Le Chevalier du Lion）』ではイヴァンとガウェインの超自然的な冒険が描かれており、アーサーは弱い傍観者的な立場に甘んじている。アーサー王伝説の発展に多大な影響を与えたのは『ランスロまたは荷車の騎士（Lancelot, Le Chevalier de la Charrette）』と『ペルスヴァルまたは聖杯の物語（Perceval ou le Conte du Graal）』である。『ランスロ』はランスロットとグィネヴィアの不義を初めて導入した作品であり、後に発展して繰り返し語られる「寝取られ男」としてのアーサー像を広めた作品である。『ペルスヴァル』は聖杯と漁夫王（いさなとりのおう）を初めて取り入れており、これによりアーサーの役割は再び大きく減っている。このようにしてクレティアンは「アーサー王伝説を洗練させ、伝説の拡散に理想的な形式を作り上げた」、アーサー王ロマンスの仲介者といえる存在になった。後に続いてアーサー王伝説を描いた人々は、クレティアンの築いた基礎の上に自らの作品を積み上げていったのである。『ペルスヴァル』は未完に終わったが特に人気を博し、これが書かれた次の50年には続編に当たる詩が別個に4編も書かれた。聖杯探求というテーマはロベール・ド・ボロンなどによって発展され、アーサーの没落までを連続したロマンスで書くという流れを加速させた。ランスロットと彼のグィネヴィアとの不貞行為もアーサー王伝説の古典的モチーフの一つとなった。ただし、『散文のランスロ』（1225年頃）やのちの諸作品はクレティアンの『ランスロ』とウルリッヒ・フォン・ツァツィクホーフェンの『ランツェレット』を組み合わせただけのものだった。クレティアンの作品はウェールズのアーサー王文学に逆輸入され、その結果、ロマンスのアーサー像がウェールズ伝統の英雄的で積極的なアーサー像に置き換わり始めた。この流れは（『マビノギオン』に収録されている）3編のウェールズのアーサー王ロマンスに顕著に見られ、これらはいくつかの大きな差異があるもののクレティアンの作品とよく似ている。『マビノギオン』の『オウェイン、あるいは湖の貴婦人』はクレティアンの『イヴァン』に、『ゲライントとエニード』は『エレックとエニード』に、『エヴラウグの子ペレドゥル』は『ペルスヴァル』にそれぞれ対応する。

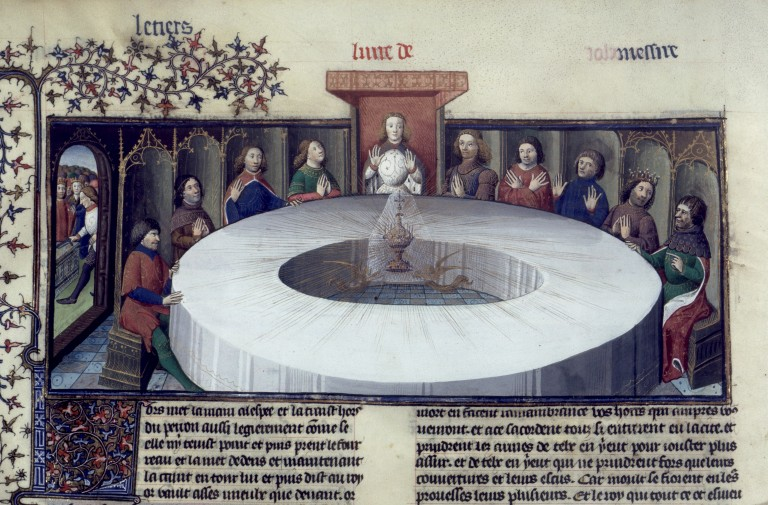
円卓と聖杯（15世紀のフランスの写本）

1210年頃までは、大陸ヨーロッパのアーサー王ロマンスは韻文で表現されていたが、それ以降は散文で物語を書くようになり始めた。13世紀でもっとも重要な散文作品は『流布本サイクル（ランスロ＝聖杯サイクル）』で、これは13世紀後半に中世フランス語で書かれた物語群である。「聖杯物語」、「メルラン物語」、「ランスロ本伝」（「散文のランスロ」とも。分量的に『流布本サイクル』の半分以上を占める）、「聖杯の探求」、「アルテュの死」からなり、アーサー王伝説全体が一貫した物語になっている。このサイクルではギャラハッドを導入したりやマーリンの役割が増大したことにより、伝説におけるアーサーの役割の後退がさらに進んでいる。また、モードレッドがアーサーと彼の姉の近親相姦によって生まれた存在になり、クレティアンで初めて言及されたキャメロットがアーサーの宮廷の名称として定着した。『流布本サイクル』のすぐ後に『後期流布本サイクル』（1230-1240年頃）が書かれた。これには聖杯探求に物語をフォーカスするために「メルラン続伝」が置かれており、それによってランスロットとグィネヴィアの不義の物語内の重要性が下がっているが、それでもアーサーの周辺化が止まることはない。このように、アーサーはフランス語の散文作品ではマイナーな登場人物になってしまっている。実際、『流布本サイクル』ではアーサーは「メルラン物語」と「アルテュの死」にしか登場しないのである。
中世のアーサー王物語群と「ロマンス的アーサー像」の発展は、トマス・マロリーの『アーサー王の死（Le Morte D'Arthur）』（本来の題名は『アーサー王と彼の高貴なる円卓の騎士（The Whole Book of King Arthur and of His Noble Knights of the Round Table）』）で頂点を迎える。これは15世紀に英語で書かれた、アーサー王伝説全体を1つのまとめた作品である。マロリーはそれ以前の様々なロマンス、特に『流布本サイクル』を基に、アーサー王物語の包括的で権威ある作品を作り出す意図で書いたと考えられる。おそらくこの意図のおかげで、あるいは1485年にウィリアム・キャクストンの手によりイングランドで最初に印刷された作品の一つになったおかげで、マロリーの作品は後世の多くのアーサー王に関する作品の基礎となった。

## 衰退、復活、現代

### 中世以後
中世の終わりと共に、アーサー王に対する関心は薄れていった。マロリーの作品は人気を得たが、一方でジェフリーの時代以来のアーサー王伝説の歴史的枠組みの正当性に対する批判が増え、「ブルターニュもの」全体の信頼性が揺らぎ始めた。ジェフリー以降の年代記に広く見られた「アーサーがポスト・ローマ時代に大帝国を支配した」という記述に対し、16世紀の人文学者ポリドロ・ヴェルギリ（Polydoro Vergili）が、そのような記述はウェールズやイングランドの古物研究家によるおぞましい嘘である、と言って退けたことは有名である。社会構造の変化により中世が終わりを迎え、その次にやって来たルネサンス（人文復興）はアーサーとその伝説から聴衆を奪い取ってしまった。1634年を最後に、約200年続いたマロリーの『アーサー王の死』の印刷も途絶えてしまう。アーサー王とその伝説は完全に捨て去られたわけではなかったが、アーサー王物語を真面目に受け取る者は減り、17世紀や18世紀には単なる寓話（アレゴリー）として政治的に利用されただけだった。リチャード・ブラックモアの叙事詩『アーサー王子』（1695年）と『アーサー王』（1697年）のアーサーはジェームズ2世に対するウィリアム3世の寓意だった。同様に、この時代にもっとも有名だったと思われるアーサーの登場する物語はなんと『親指トム』だった。これは最初チャップ・ブック（民衆本）として世に出たが、後にヘンリー・フィールディングによって政治劇に改作された。舞台こそアーサー時代のブリテンに置かれているが、内容は滑稽でアーサー自身も第一にコメディー色の強い人物として描かれている。
ジョン・ドライデンの仮面劇『アーサー王』はよく上演された。ただし、それはヘンリー・パーセルの音楽が良かったからで、ほとんどの場合省略して上演された。

### テニスンとリヴァイヴァル

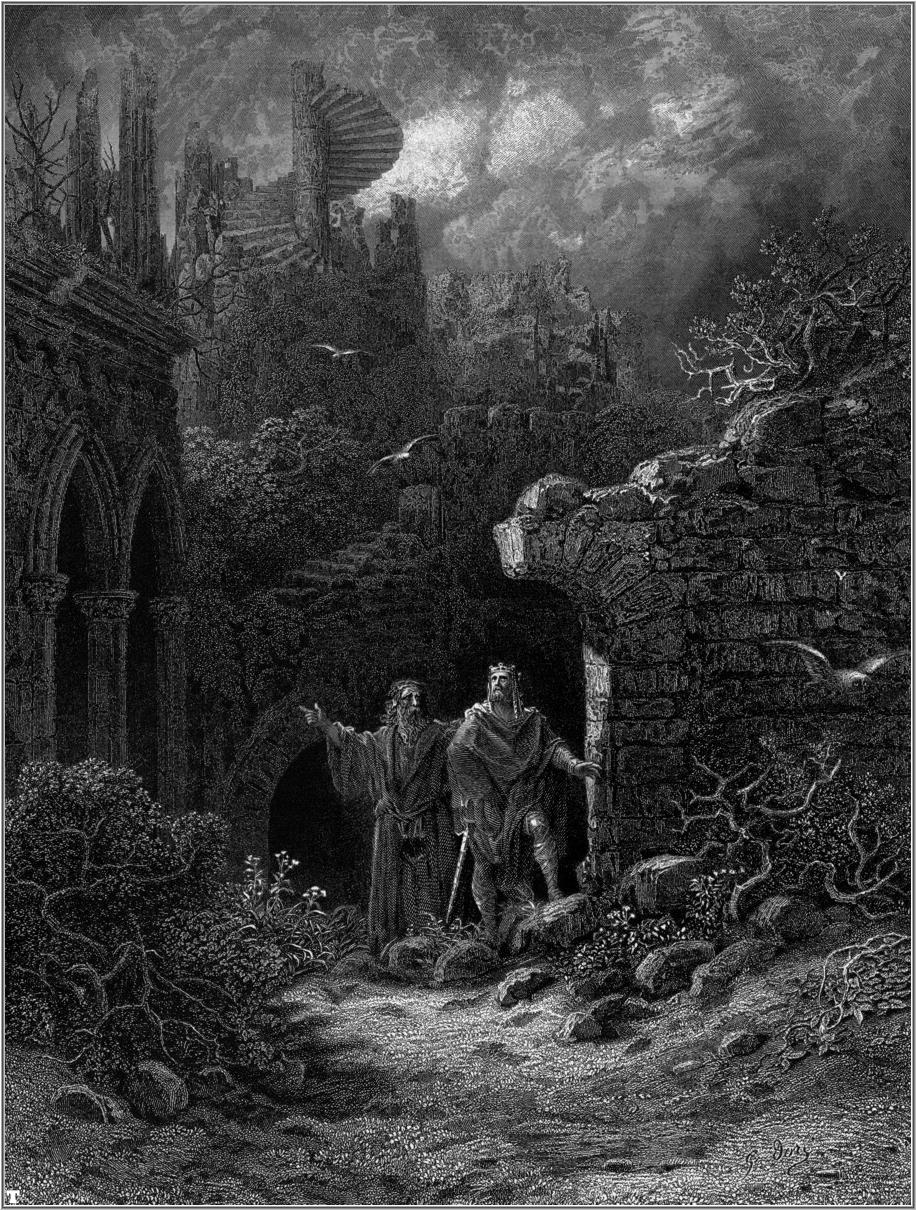
アーサーとマーリン（ギュスターヴ・ドレによる国王牧歌の挿絵、1868年）

19世紀初頭になると、中世趣味、ロマン主義、ゴシック・リヴァイヴァルによってアーサーと中世のロマンスに対する関心が高まった。19世紀の紳士達の新しい行動規範は、アーサー王ロマンスに描かれた騎士道に沿って作り出されたのである。最初にこの新たな関心が呼び起こされたのは、1634年以来印刷されていなかったマロリーの『アーサー王の死』が再版された1816年である。中世のアーサー王伝説に最初に特別な関心を示し、インスピレーションを受けたのは詩人だった。たとえば、ウィリアム・ワーズワースは聖杯の寓話である『エジプト人のメイド』を書いた。彼らのうちもっとも卓越していたのはアルフレッド・テニスンで、彼は1832年に最初のアーサーに関する詩『シャロットの貴婦人（Lady of shalott）』を出版した。中世のロマンスと同じくこれらの詩でアーサー自身が演じた役割はけして大きくなかったが、テニスンは『国王牧歌（Idylls of the King）』をもってその人気が頂点に達した。『国王牧歌』はアーサーの生涯をヴィクトリア時代に合わせて改作したものである。初めて出版されたのは1859年で、初週で1万部を売り上げた。この作品のアーサーは理想の男性像の象徴で、彼は完璧な王国を地上に建設しようという試みるが最終的に人間の弱さによって挫折する。すぐに『国王牧歌』の模倣が大量に作られるようになり、アーサー王伝説と彼に対する広い関心を呼び起こした。マロリーの『アーサー王の死』にも多くの読者をもたらした。『国王牧歌』のすぐ後の1862年にマロリーの大作を現代風にアレンジした最初の作品が出版され、19世紀中にさらに6種類の版（エディション）と5種類の類似作品が出版された。

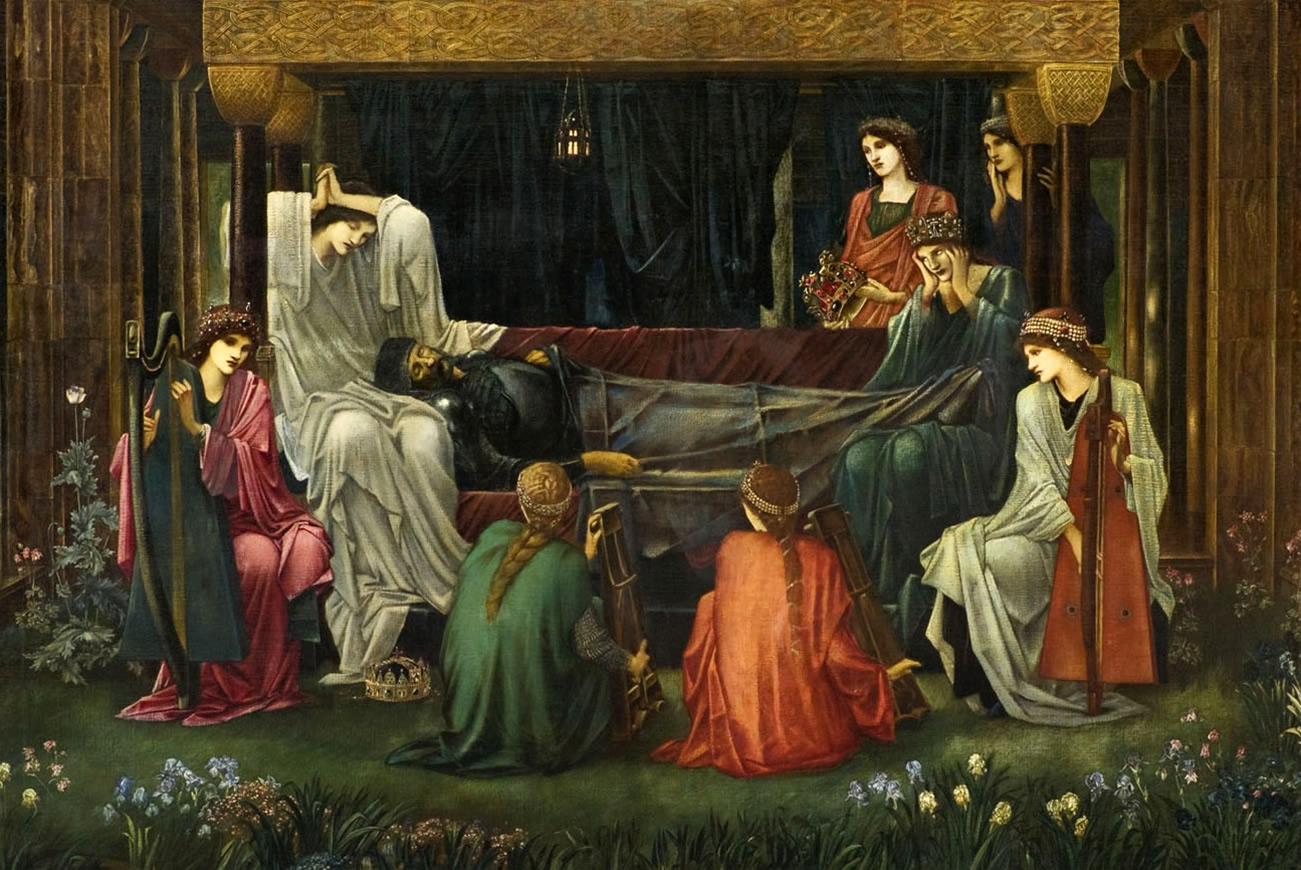
アーサー王のアヴァロンでの最後の眠り（エドワード・バーン＝ジョーンズ、1881年 - 1898年）

ロマンス的なアーサーと彼の物語に対する関心は世紀をまたいで20世紀まで続き、詩人ウィリアム・モリスや画家エドワード・バーン＝ジョーンズなどのラファエル前派が影響を受けた。18世紀に最も知られたアーサーものだった滑稽譚『親指トム』ですら『国王牧歌』を受けて書き直された。新しいバージョンではトムはかわらず小さいコメディ・リリーフであり続けているが、中世のアーサー王ロマンスの要素が話に付け加えられ、アーサーは以前より真面目で、歴史性の強い人物として扱われている。アメリカ合衆国もまたリヴァイヴァルの影響を受け、シドニー・ラニアの『少年向けアーサー王物語』（1880年）などが多くの読者を得た。また、これに着想を得たマーク・トウェインは風刺小説『アーサー王宮廷のコネティカット・ヤンキー』（1889年）を書いた。これらの新たなアーサー王関連の作品ではアーサーが主役になることが何度かあったものの（たとえばバーン＝ジョーンズの絵画『アーサー王のアヴァロンでの最後の眠り』）、往々にしてアーサーは中世の頃の役割に戻され、脇役に甘んじたり登場すらさせてもらえない有様だった。リヒャルト・ワーグナーのオペラ（『トリスタンとイゾルデ』、『ローエングリン』、『パルシファル』）は後者の好例である。また、人々のアーサーとアーサー王物語への興味がずっと続くことはなかった。19世紀の終わりまでにはアーサー王伝説に関心を持つものはラファエル前派の模倣者に限られるようになった。加えて、第一次世界大戦の影響を避けることは出来なかった。大戦によって騎士道の名声は傷つき、理想の騎士としてのアーサーと中世的な理念に対する関心も色褪せてしまった。それでもロマンスの伝統は維持され、トマス・ハーディ、ローレンス・ビニヨン、ジョン・メイスフィールドがアーサー王の戯曲を書いた。T.S.エリオットは詩『荒地』に漁夫王を登場させ、アーサー王伝説をほのめかした（ただしアーサー王自身は登場しない）。

### 現代
20世紀後半でもアーサー王ロマンスの伝統は続き、T.H.ホワイトの『永遠の王』（1958年）、マリオン・ジマー・ブラッドリーの『アヴァロンの霧』（1982年）などの小説、漫画『プリンス・ヴァリアント』（1937年- ）などが書かれた。テニスンは当時の問題意識に合うようにアーサー王のロマンスを作りなおしたが、現代の作品もそれと同じことが言える。たとえば、ブラッドリーは中世のロマンスとは対照的にフェミニズム的なアプローチでアーサー王の物語を語りなおし、アメリカの作家は平等や民主主義などの価値観を強調してたびたびアーサーの物語を作りかえた。ロマンスのアーサーは映画や舞台の場でも人気を得た。ホワイトの『永遠の王』はアラン・ジェイ・ラーナーとフレデリック・ローの舞台『キャメロット』（1960年。1967年に同名で映画化）とディズニーのアニメ映画『王様の剣』（1963年）の原作になった。『キャメロット』はランスロットとグィネヴィアの不義をテーマにしている。ロマンスの伝統は明白で、評論家によるとロベール・ブレッソンの『湖のランスロ』（1974年）、エリック・ロメールの『聖杯伝説』（1978年）、ジョン・ブアマンのファンタジー映画『エクスカリバー』（1981年）はそれをうまく表現しているという。アーサー王伝説のパロディ『モンティ・パイソン・アンド・ホーリー・グレイル』（1975年）もロマンスを主な題材にしている。

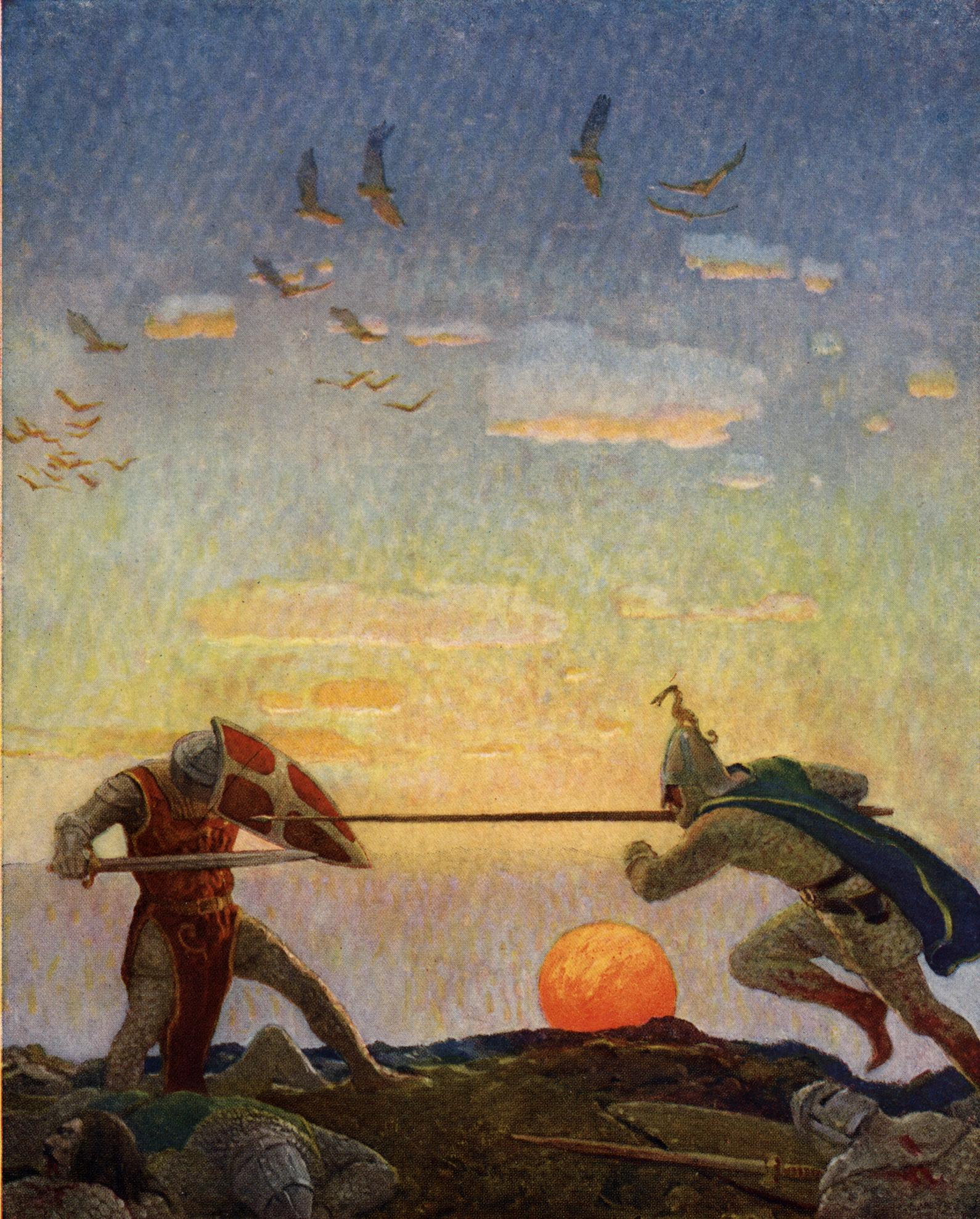
カムランの戦い（N.C.ワイエスによる『少年のためのアーサー王物語』の挿絵、1922年

ロマンスの再話や再構成だけが現代に生きるアーサー王伝説の重要な側面ではない。ロマンスの虚飾を剥ぎとり、本当の紀元500年頃の歴史上の人物としてアーサーを描こうという試みが生まれた。第二次世界大戦が勃発すると、テイラーとブルワーが示したように、ロマンスではないジェフリーと『ブリトン人の歴史』などの「年代記」の伝統に立ち帰る潮流がアーサー王文学では支配的になった。ゲルマン人の侵入者に対し抵抗する伝説のアーサーの姿が、大戦下のイギリス人の共感を得たのである。クレメンス・デーンのラジオドラマ『救国者たち』（1942年）はアーサーを絶望的な状況に立ち向かう英雄的抵抗精神の体現者として描き、ロバート・シェリフの戯曲『長い日没』（1955年）ではアーサーはゲルマン人の侵攻に抵抗すべくローマン・ブリティッシュの団結を呼びかける。アーサーを歴史の文脈に置く傾向は20世紀後半に出版された歴史小説、ファンタジー小説にも見られる。バーナード・コーンウェルの『小説アーサー王物語』（1995年-1997年）は歴史上の人物としてのアーサー像を中心に据えつつ、中世のロマンスの要素を独自の解釈で取り入れた歴史小説である。アーサーを現実の5世紀の英雄として描くやり方は映像作品にも流入し、有名なテレビドラマシリーズ『ブリトンのアーサー』（1972年 - 1973年）、映画『トゥルーナイト』（1995年）、『キング・アーサー』（2004年）、『最後の軍団』（2007年）、『キング・アーサー』（2017年）が作られた。2008年のBBCのドラマシリーズ『魔術師 MERLIN』は伝説を再構成し、未来の王アーサーとマーリンを同世代の若者に設定している。『CAMELOT 〜禁断の王城〜』（2011年）は古代ブリトン人としてのアーサーと彼の王位を賭けた戦いを描くショートシリーズである。最近リリースされたディズニー映画『アヴァロン 千年の恋』（2010年）はアーサー王と円卓の騎士を現代に置き換えたストーリーになっている。

### 日本での受容
日本では、明治に夏目漱石がアルフレッド・テニスンの『シャロットの女』と『ランスロットとエレイン』を元にして短編『薤露行』を書いたが、それ以外では日本でアーサー王を扱った本格的な文学作品はない。
1942年にはアメリカの作家トマス・ブルフィンチによる再話が野上弥生子によって翻訳され（『中世騎士物語』）、アーサー王物語の概略が一般読書人にも知られるようになった。また、ヨーロッパ中世文学の研究者が増えるにつれ、マロリーの『アーサー王の死』の抄訳やクレティアンやヴォルフラムなど大陸ロマンスの邦訳も少しずつ出版されるようになっていった。
子供向けとしては、シドニー・ラニアの再話が1972年に翻訳されたほか、1979年にはテレビアニメ『円卓の騎士物語 燃えろアーサー』が放映された。この作品は中世ファンタジーに馴染みの薄かった当時に敢えて愛国の騎士アーサーを描いた意欲作だったが人気は振るわず、続編『燃えろアーサー 白馬の王子』（1980年）ではわかりやすい勧善懲悪物に路線変更を余儀なくされた。
1980年代後半以降、アニメやゲーム、漫画、ライトノベルなどのサブカルチャーが若者文化に深く浸透するようになると、それらのベースとなった欧米のファンタジーを通してアーサー王伝説に対する関心も高まっていった。これを受け、アーサー王を題材にした現代小説（アーサリアン・ポップ）のなかで評価の高いホワイトの『永遠の王』（1992年）やブラッドリーの『アヴァロンの霧』（1998年）が相次いで翻訳されたほか、『マビノギオン』の中世ウェールズ語からの翻訳（2000年）やマロリーの『アーサー王の死』の完訳（2004年 - 2007年）、ジェフリーの『ブリタニア列王史』の翻訳（2007年）など、アーサー王文学の重要文献を日本語でも読めるようになった。

## 理想の人物として

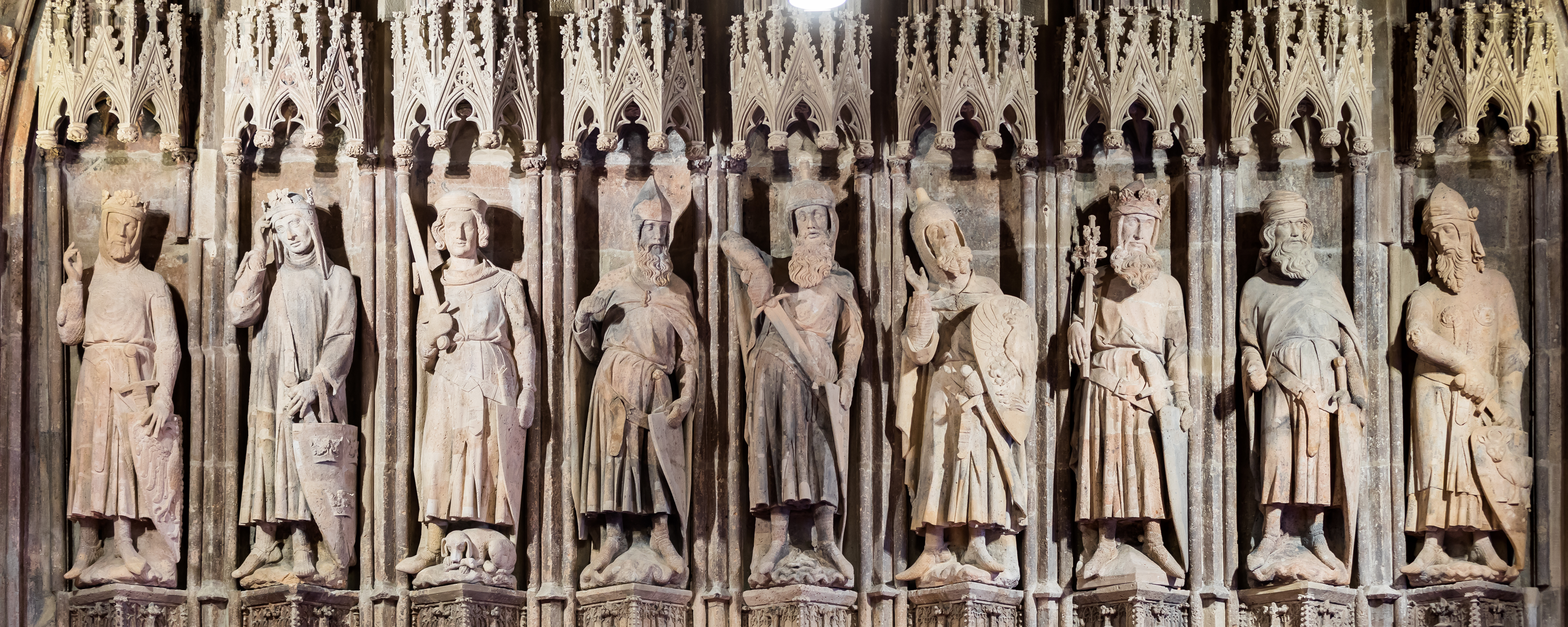
最古とされる九偉人の彫刻（ケルン旧市役所）

アーサーは中世に九偉人（騎士道のあらゆる理念を体現する9人の英雄）の一人に選ばれた。彼の生涯は騎士道を熱望する人々にとって学ぶべき理想と考えられたのである。九偉人の一人としてのアーサーのイメージは最初文学作品によって知られるようになり、次に彫刻家や画家によって頻繁に題材にされた。特にイギリスでは、ライバルであるフランスが国の象徴としてカール大帝を持ち上げたことに対抗して、アーサー王は自国の象徴として持ち上げられた。たとえば、エドワード3世が円卓の騎士に倣ってガーター騎士団を設立したのは有名な話である。しかし、最も影響を受け利用したのはテューダー朝を開いたヘンリー7世であろう。ウェールズ出身の彼は自らの王位を正当化するためにアーサー王を利用し、王太子にアーサーと名付けたのである。ただし、アーサーは早世し、弟のヘンリーがヘンリー8世として即位したためアーサー王が誕生することはなかった。
アーサーは現代の行動規範としても利用されている。アーサーの中世的騎士道の理念とキリスト教的理想を推進するため、1930年代にはイギリスで「円卓の騎士友情騎士団」が組織された。アメリカにおいても数10万の少年少女が「アーサー王の騎士」などといった若者向けグループに参加しており、そこではアーサーとその業績が心身の規範として奨励されている。

## 文化的影響
現代の文化におけるアーサー王の広がりは伝説上の彼の業績を遙かに超えている。アーサー王伝説に関する名前は品物、建物、場所などに頻繁に用いられている。ノリス・J・レイシーが述べたように、「アーサーに関する名称がたくさんのモチーフや名前に使われているのは驚くにあたらない。なぜなら、数百年前に生まれたこの伝説は現代文化のあらゆる階層に深く根付いているからである。」